# Mordellistena graciliformis
Mordellistena graciliformis es una especie de coleóptero de la familia Mordellidae.

## Distribución geográfica
Habita en Cuba.